# События в Новом Узене (1989)
События в Новом Узене или Новоузенская резня (каз. Жаңаөзен оқиғасы) — межэтнические столкновения 17—28 июня 1989 года в городе Новый Узень Казахской ССР между группами казахов и выходцами с Северного Кавказа.
Бунт сочетал в себе элементы сильного социального недовольства, разгула хулиганства, молодёжного мятежа, антисоветской пропаганды и межобщинных столкновений, направленных в первую очередь против выходцев с Кавказа. Точное количество погибших неизвестно (называются цифры от 50 до 400 человек). Архивы восстания были частично уничтожены, частично засекречены. Бунт был подавлен отрядами спецназа.

## История
16 июня 1989 года в Новом Узене произошла драка у танцплощадки между группами молодых казахов и выходцев с Кавказа. Восстание началось 17 июня.
19 июня Верховный Совет Казахской ССР ввёл в городе комендантский час. Для подавления столкновений были задействованы бронетранспортёры, танки, боевые вертолёты и другая военная техника. Только на четвёртый день удалось подавить волнения. В результате этих событий погибли несколько человек.
В 1989 году доля казахов в Новом Узене составляла 50,6 % (24,6 тыс.).